# Arabis josiae
Arabis josiae là một loài thực vật có hoa trong họ Cải. Loài này được Jahand. & Maire mô tả khoa học đầu tiên năm 1923.